# Acanthascus glaber
Acanthascus glaber är en svampdjursart som beskrevs av Isao Ijima 1897. Acanthascus glaber ingår i släktet Acanthascus och familjen Rossellidae. Inga underarter finns listade i Catalogue of Life.